# 雅基馬縣
雅基馬縣是美国华盛顿州中南部的一個郡，面積11,167平方公里。根據2020年美國人口普查，本縣共有人口25萬6,728人。本縣縣治為雅基馬（Yakima）。該縣於1863年1月23日自弗格森縣成立，縣名來自印第安人的其中一支雅基馬人。
雅基馬印第安保留地是美國第15大印第安保留地，其面積達1,573平方英哩（4,074平方公里），佔了整個縣總面積的36%。

## 地理

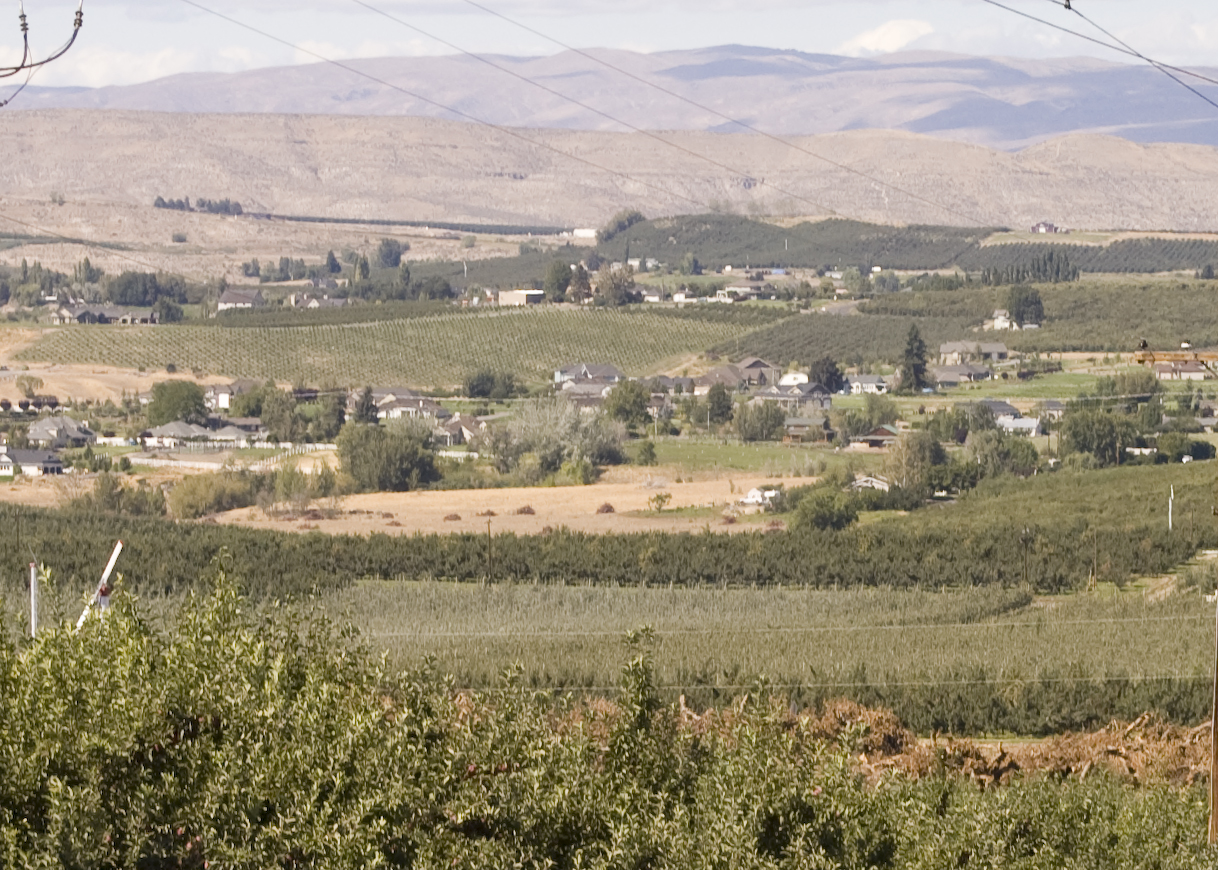
雅基馬縣的果園

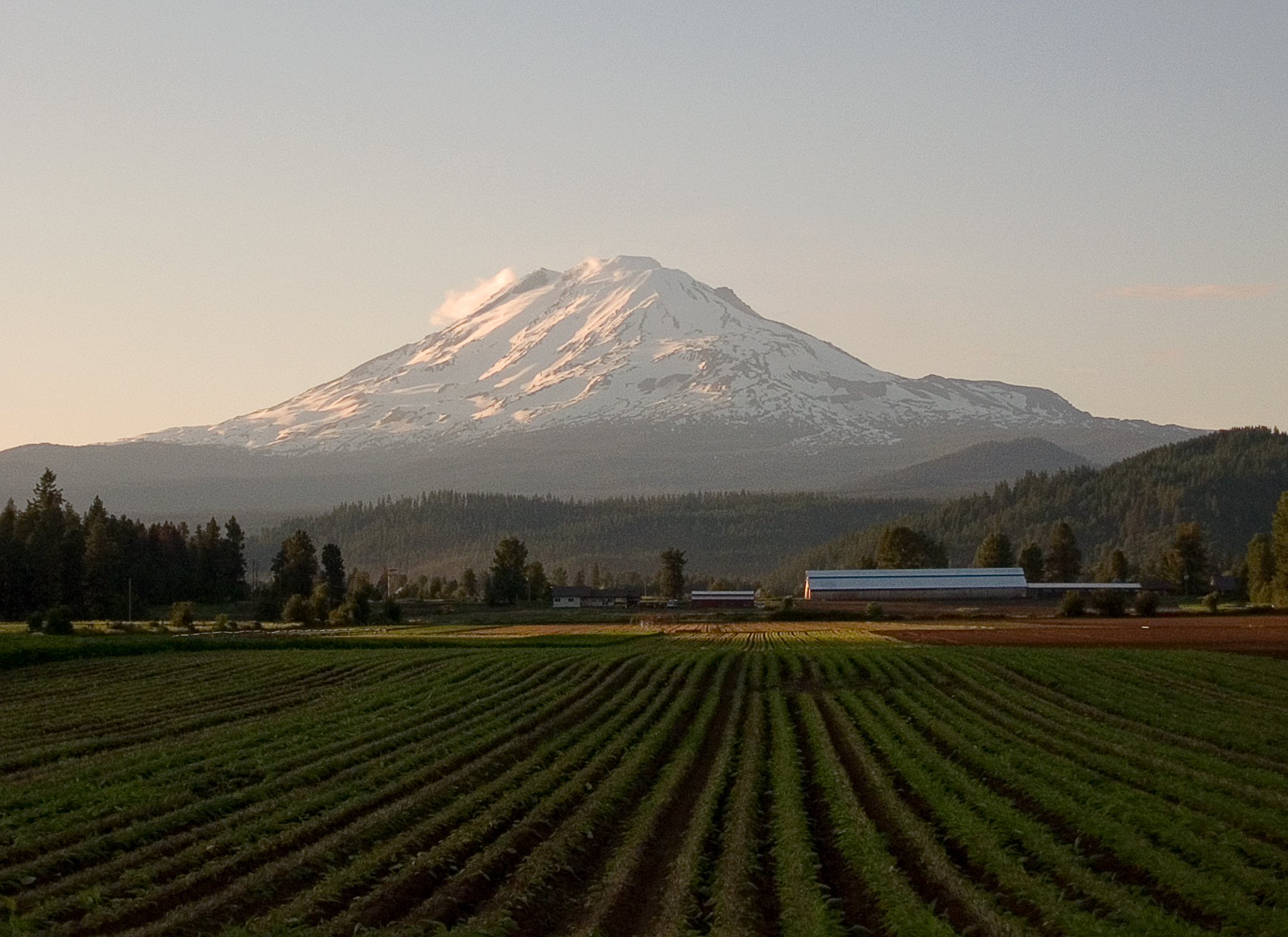
縣內最高點亞當斯山

根據2000年人口普查，雅基馬縣的總面積為4,312平方英里（11,170平方），其中有4,296平方英里（11,130平方），即99.64%為陸地；15平方英里（39平方），即0.36%為水域。本縣既是華盛頓州面積第二大的縣份，亦是美國面積第92大的縣份。縣內的最高點為亞當斯山，其海拔為12281英尺（3743米），是州中第二高峰。

### 毗鄰縣
所有雅基馬縣的毗鄰縣皆為華盛頓州的縣份。
- 基帝塔什縣：北方
- 格蘭特縣：東北方
- 本頓縣：東方
- 克里基塔特縣 ：南方
- 斯卡梅尼亞郡：西南方
- 劉易斯縣：西方
- 皮尔斯县：西北方

### 國家保護區
- 韋納奇國家森林（部分）
- 吉福德·平肖国家森林（部分）
- 斯諾夸爾米國家森林（部分）
- 山羊岩荒野（英语：Goat Rocks Wilderness）
- 亞當斯山荒野（英语：Mount Adams Wilderness）（部分）
- 諾爾斯峯荒野（英语：Norse Peak Wilderness）（部分）
- 威廉·道格拉斯荒野（英语：William O. Douglas Wilderness）
- 托珀尼什國家野生動物保護區（英语：Toppenish National Wildlife Refuge）

## 人口
| 调查年             | 人口    | 备注 | %±     |
| ------------------ | ------- | ---- | ------ |
| 1870               | 432     |      | —      |
| 1880               | 2,811   |      | 550.7% |
| 1890               | 4,429   |      | 57.6%  |
| 1900               | 13,462  |      | 204.0% |
| 1910               | 41,709  |      | 209.8% |
| 1920               | 63,710  |      | 52.7%  |
| 1930               | 77,402  |      | 21.5%  |
| 1940               | 99,019  |      | 27.9%  |
| 1950               | 135,723 |      | 37.1%  |
| 1960               | 145,112 |      | 6.9%   |
| 1970               | 144,971 |      | −0.1%  |
| 1980               | 172,508 |      | 19.0%  |
| 1990               | 188,823 |      | 9.5%   |
| 2000               | 222,581 |      | 17.9%  |
| 2010               | 243,231 |      | 9.3%   |
| 2011年估计         | 247,141 |      | 1.6%   |
| [ 8 ] [ 9 ] [ 10 ] |         |      |        |

根據2000年人口普查，雅基馬縣擁有222,581居民、73,993住戶和54,606家庭。其人口密度為每平方英里52居民（每平方公里20居民）。本縣擁有79,174間房屋单位，其密度為每平方英里18間（每平方公里7間）。而人口是由65.6%白人、0.97%非裔、4.48%原住民、0.95%亞裔、0.09%太平洋岛民、24.43%其他種族和3.48%混血构成。而西班牙裔或拉丁美洲裔佔了人口35.90%。在65.6%白人中，13.2%是德裔、5.9%是英裔以及5.4%是愛爾蘭裔。
在73,993住户中，有39.7%擁有一個或以上的兒童（18歲以下）、55.8%為夫妻、12.5%為單親家庭、26.2%為非家庭、21.5%為獨居、9.6%住戶有同居長者。平均每戶有2.96人，而平均每個家庭則有3.44人。在222,581居民中，有31.8%為18歲以下、9.8%為18至24歲、27.5%為25至44歲、19.7%為45至64歲以及11.2%為65歲以上。人口的年齡中位數為31歲，女子對男子的性別比為100：99.6。成年人的性別比則為100：97.1。
本縣的住戶收入中位數為$34,828，而家庭收入中位數則為$39,746。男性的收入中位數為$31,620，而女性的收入中位數則為$24,541，人均收入為$15,606。約14.8%家庭和19.7%人口在貧窮線以下，包括27.2%兒童（18歲以下）及11.3%長者（65歲以上）。